# 10514 Harlow
10514 Harlow este o planetă minoră (asteroid), cu un diametru de 14,536 km, din centura de asteroizi. A fost descoperită pe 4 octombrie 1989 la Observatorul La Silla de Henri Debehogne. 
Obiectul prezintă o orbită caracterizată de o semiaxă mare de 2,7088357 UAi, o excentricitate de 0,01, o înclinație de 2,94974 ° în raport cu ecliptica.